# نارباغی
نارباغی (به لاتین: Narbağı) یک منطقهٔ مسکونی در جمهوری آذربایجان است که در شهرستان لنکران واقع شده‌است. نارباغی ۵۰۵ نفر جمعیت دارد.

## ریشه واژه
نارباغی در زبان تالشی به‌معنی باغ انار است.